# Diffusione superficiale
La diffusione superficiale è un tipo di diffusione che avviene fra due materiali disposti in modo tale da poter interagire tramite una superficie. Essi si scambiano degli atomi fino a raggiungere una condizione di equilibrio termodinamico. Quindi si passa da una condizione di equilibrio metastabile in cui gli atomi del primo materiale sono sul materiale stesso e viceversa, a una stabile in cui una percentuale degli atomi del primo materiale si trova sul secondo materiale e viceversa. 
I fattori che determinano la mobilità atomica permettendone la diffusione sono: 

- velocità: tale grandezza dipende dalla dimensione atomica; maggiore è la velocità, maggiore sarà la probabilità che avvenga la diffusione;
- movimenti casuali: nella mobilità atomica si utilizza un approccio probabilistico riguardo alla loro direzione;
- fluttuazioni energetiche: i bombardamenti esterni al materiale, come raggi ionici o fotoni, permettono una maggiore mobilità atomica del materiale;
- temperatura: maggiore è tale grandezza, maggiore è la vibrazione atomica e di conseguenza l'eccitazione degli atomi e la probabilità che avvenga la diffusione.

## Esempi di applicazione
Un esempio di diffusione superficiale è, nel processo di carbocementazione delle ruote dentate di un ingranaggio, la fase in cui dall'atmosfera del forno industriale si depositano degli atomi di carbonio su tali ruote, lasciando inalterato il cuore del dente e dell'ingranaggio. La superficie è quindi sottoposta a compressione e di conseguenza si assiste ad un aumento della resistenza a frattura, grazie alla quale aumenta la vita utile media l'ingranaggio.